# Heinz Moog
Heinz Moog, nome completo Gustav Heinrich Eduard Moog (Francoforte sul Meno, 28 giugno 1908 – Vienna, 9 maggio 1989), è stato un attore tedesco.

## Biografia
Figlio di un ufficiale di polizia, fu allievo dell'attore e scrittore Alfred Auerbach; iniziò a frequentare la Helmholtzschule prima di passare al Dr. Hoch's Conservatorium. Sul palcoscenico debuttò nel 1927 al Frankfurter Kunstertheater e in seguito passò al Teatro di Kassel. Nel 1932 andò a Plauen dove rimase per due anni, nel 1935 fu al Deutsches Nationaltheater und Staatskapelle di Weimar. Nel 1939 recitò a Bochum, quindi alla Volksbuhne di Berlino. Dal 1943 al 1969 fu membro del Burgtheater di Vienna (nel 1978 diventò membro onorario). Nel 1948 partecipò al Festival di Salisburgo. Recitò in oltre 500 produzioni teatrali.
Al cinema fece il suo debutto nel 1943 interpretando Ruggero Leoncavallo nel film Lache Bajazzo, versione tedesca del film I pagliacci di Giuseppe Fatigati (dove il ruolo del compositore, nella versione italiana, era interpretato da Carlo Romano). Fino al 1984 recitò in una trentina di pellicole, la maggior parte mai distribuite; nel cinema italiano lavorò con Duilio Coletti, Lionello De Felice, Guido Brignone, Glauco Pellegrini e soprattutto con Luchino Visconti, che nel 1954 gli affidò il ruolo del conte Serpieri in Senso. Con Visconti lavorò ancora nel film Ludwig, dove impersonava lo psichiatra Bernhard von Gudden, medico personale di Ludwig II.
Sul piccolo schermo debuttò nel 1957, e a partire dagli anni '60 partecipò a una notevole quantità di sceneggiati e telefilm tedeschi e austriaci. Interpretò il ruolo di Priamo nell' Eneide (unica sua apparizione alla televisione italiana) e partecipò ad alcuni episodi della serie L'ispettore Derrick accanto a Horst Tappert. Ottenne inoltre un buon successo personale interpretando il ruolo dell'anziano Adson di Melk nella riduzione radiofonica del romanzo di Umberto Eco Il nome della rosa diretto da Otto Duben.
Tra i numerosi premi da lui vinti, da segnalare la Medaglia per le scienze e le arti ricevuta nel 1960. Morì nel 1989 all'età di 80 anni; è sepolto al cimitero Doblinger di Vienna.

## Filmografia

### Cinema
- Lache Bajazzo, regia di Leopold Hainisch (1943)
- Der gebieterische Ruf, regia di Gustav Ucicky (1944)
- Shiva und die Galgenblume, regia di Hans Steinhoff (1945)
- Der Fall Molander, regia di Georg Wilhelm Pabst (1945)
- Die Welt dreht sich, regia di J. A. Hübler-Kahla (1947)
- Il processo (Der Prozess), regia di Georg Wilhelm Pabst (1948)
- Duell mit dem Tod, regia di Paul May (1949)
- Romanzo d'amore, regia di Duilio Coletti (1950)
- Ruf aus dem Äther, regia di Georg Klaren (1951)
- La grande vendetta (The Magic Face), regia di Frank Tuttle (1951)
- Senza bandiera, regia di Lionello De Felice (1951)
- Wienerinnen, regia di Kurt Steinwendner (1952)
- Verlorene Melodie, regia di Eduard von Borsody (1952)
- Inganno, regia di Guido Brignone (1952)
- 1º aprile 2000! (1. April 2000), regia di Wolfgang Liebeneiner (1952)
- Der Verschwender, regia di Leopold Hainisch (1953)
- Senso, regia di Luchino Visconti (1954)
- Sinfonia d'amore, regia di Glauco Pellegrini (1954)
- Spionage, regia di Franz Antel (1955)
- Götz von Berlichingen, regia di Alfred Stöger (1955)
- Solang die Sterne glühn, regia di Franz Antel (1958)
- Sebastian Kneipp, regia di Wolfgang Liebeneiner (1958)
- Nuda fra le tigri (Hippodrome), regia di Arthur Maria Rabenalt (1959)
- Maria Stuart, regia di Alfred Stöger (1959)
- Le vie segrete (The Secret Ways), regia di Phil Karlson e Richard Widmark (1961)
- Der Verschwender, regia di Kurt Meisel (1964)
- Der Tod vom Sokrates, regia di Enzio Edschmid (1969)
- Nessuna pietà: uccidetelo! (Und Jimmy ging zum Regenbogen), regia di Alfred Vohrer (1971)
- Ludwig, regia di Luchino Visconti (1973)
- Karl May, regia di Hans-Jürgen Syberberg (1974)
- Die Wildente, regia di Hans W. Geißendörfer (1976)
- Tiger - Frühling in Wien, regia di Peter Patzak (1984)

## Doppiatori italiani
- Bruno Persa in Senso